# Serie A 2011-2012 (calcio a 5 femminile)
La Serie A 2011-2012 è stata la 1ª edizione del campionato di Serie A e la 19ª manifestazione nazionale che assegnasse il titolo di campione d'Italia. La stagione regolare ha preso avvio il 9 ottobre 2011 per concludersi il 25 marzo 2012, prolungandosi fino al 29 maggio con la disputa delle partite di spareggio. Per ogni girone sono qualificate ai play-off scudetto le società classificatesi dal 1º al 4º posto al termine della stagione regolare. Retrocedono nei campionati regionali complessivamente 4 squadre: per ogni girone, la società classificata all'ultimo posti e la perdente dei play-out disputati tra decima e undicesimaclassificata.

## Storia
Sono state ammesse al primo campionato di Serie A le società che nella stagione precedente hanno vinto i campionati regionali articolati in gironi all'italiana e composti da almeno sei squadre nonché le vincitrici degli spareggi tra le squadre giunte al secondo e terzo posto di questi campionati e le prime classificate dei campionati regionali articolati in gironi all'italiana e composti da almeno quattro squadre.

## Girone A

### Partecipanti
Preso atto della rinuncia del Trilacum, il consiglio direttivo della Divisione ha deliberato il ripescaggio di Aragonese e Isolotto. Durante l'estate il Preci ha assorbito il Torrino assumendo la denominazione "Futsal TSC & Preci".

### Classifica[6]
|  | Pos. | Squadra             | Pt | G  | V  | N | P  | GF  | GS  | DR  |
|  | ---- | ------------------- | -- | -- | -- | - | -- | --- | --- | --- |
|  | 1.   | Montesilvano        | 53 | 22 | 17 | 2 | 3  | 90  | 33  | +57 |
|  | 2.   | Preci               | 51 | 22 | 17 | 3 | 2  | 114 | 41  | +73 |
|  | 3.   | Portos              | 39 | 22 | 12 | 3 | 7  | 82  | 51  | +31 |
|  | 4.   | Kick Off            | 37 | 22 | 11 | 4 | 7  | 82  | 67  | +15 |
|  | 5.   | Isolotto            | 35 | 22 | 11 | 2 | 9  | 77  | 64  | +13 |
|  | 6.   | Lupe                | 34 | 22 | 11 | 1 | 10 | 82  | 82  | 0   |
|  | 7.   | Breganze            | 31 | 22 | 9  | 4 | 9  | 60  | 70  | -10 |
|  | 8.   | Flaminia            | 31 | 22 | 10 | 1 | 11 | 68  | 92  | -24 |
|  | 9.   | Sporteam Vicenza    | 30 | 22 | 9  | 3 | 10 | 81  | 80  | +1  |
|  | 10.  | Sinnai              | 23 | 22 | 7  | 2 | 13 | 68  | 84  | -16 |
|  | 11.  | Aragonese           | 7  | 22 | 1  | 4 | 17 | 34  | 102 | -68 |
|  | 12.  | Pelletterie Firenze | 7  | 22 | 2  | 1 | 19 | 33  | 105 | -72 |

### Verdetti
- Preci e Flaminia non iscritti al campionato di Serie A 2012-2013.
- Pelletterie e, dopo i play-out, Aragonese retrocessi nei campionati regionali[9]

## Girone B

### Partecipanti
Preso atto della rinuncia di Deportivo Orange (già Femminile ISEF) e Time Sport Roma (assorbita dalla Virtus Roma Ciampino), il consiglio direttivo della Divisione ha deliberato il ripescaggio del Città di Pescara. A partire da questa stagione la Woman Marigliano assume la denominazione "Woman Napoli".

### Classifica[6]
|  | Pos. | Squadra              | Pt | G  | V  | N | P  | GF  | GS  | DR   |
|  | ---- | -------------------- | -- | -- | -- | - | -- | --- | --- | ---- |
|  | 1.   | Lazio Femminile      | 48 | 22 | 15 | 3 | 4  | 92  | 51  | +41  |
|  | 2.   | Real Statte          | 46 | 22 | 14 | 4 | 4  | 94  | 46  | +48  |
|  | 3.   | Pro Reggina          | 44 | 22 | 13 | 5 | 4  | 82  | 45  | +37  |
|  | 4.   | Virtus Roma Ciampino | 44 | 22 | 13 | 5 | 4  | 83  | 39  | +44  |
|  | 5.   | Jordan Aufugum       | 44 | 22 | 14 | 2 | 6  | 129 | 78  | +51  |
|  | 6.   | CUS Palermo          | 36 | 22 | 10 | 6 | 6  | 59  | 42  | +17  |
|  | 7.   | Focus Foggia         | 34 | 22 | 11 | 1 | 10 | 63  | 62  | +1   |
|  | 8.   | Salandra             | 33 | 22 | 10 | 3 | 9  | 58  | 62  | -4   |
|  | 9.   | Napoli               | 19 | 22 | 6  | 1 | 15 | 59  | 80  | -21  |
|  | 10.  | Pescara              | 17 | 22 | 5  | 2 | 15 | 53  | 81  | -28  |
|  | 11.  | Ganzirri             | 11 | 22 | 3  | 2 | 17 | 40  | 121 | -81  |
|  | 12.  | Trinakria            | 0  | 22 | 1  | 0 | 21 | 13  | 118 | -105 |

### Verdetti
- Pro Reggina campione d'Italia 2011-2012.
- Trinakria esclusa dal campionato per cessazione dell'attività agonistica con decorrenza immediata (13ª giornata). Tutte le gare residuali in calendario sono state considerate perse con il punteggio di 0-6 a favore della società antagonista[10].
- Parrocchia Ganzirri retrocesso dopo i play-out[9] ma successivamente ripescato a completamento d'organico.

## Play-off
Tutti gli accoppiamenti sono predeterminati in base alla posizione in classifica al termine della stagione regolare. Quarti e semifinali prevedono incontri a eliminazione diretta con gare di andata e ritorno, questi ultimi disputati in casa delle squadre meglio classificate al termine della stagione regolare. Al termine degli incontri sono dichiarate vincenti le squadre, che nelle due partite, hanno ottenuto il maggior punteggio ovvero a parità di punteggio la squadra che avrà realizzato il maggior numero di reti. Qualora al termine della seconda gara le due squadre risultino in una condizione di complessiva parità, indipendentemente dalle reti segnate in casa o in trasferta, si giocano due tempi supplementari di cinque minuti ciascuno. Qualora anche al termine di questi permanesse la parità, sono previsti i tiri di rigore.

### Quarti di finale
Gli incontri di andata si sono disputati il 22 aprile, quelli di ritorno il 29 aprile 2012 a campi invertiti.
| Squadra 1            | Totale | Squadra 2       | Andata | Ritorno     |
| -------------------- | ------ | --------------- | ------ | ----------- |
| Virtus Roma Ciampino | 3 - 7  | Montesilvano    | 0 - 3  | 3 - 4       |
| Pro Reggina          | 6 - 4  | Preci           | 3 - 4  | 3 - 0       |
| Portos               | 4 - 5  | Real Statte     | 2 - 3  | 2 - 2 (dts) |
| Kick Off             | 8 - 1  | Lazio Femminile | 2 - 1  | 6 - 0       |

### Semifinali
Gli incontri di andata si sono disputati il 6 maggio, quelli di ritorno il 13 maggio 2012 a campi invertiti.
| Squadra 1   | Totale | Squadra 2    | Andata | Ritorno |
| ----------- | ------ | ------------ | ------ | ------- |
| Real Statte | 3 - 2  | Montesilvano | 2 - 1  | 1 - 1   |
| Kick Off    | 7 - 9  | Pro Reggina  | 5 - 5  | 2 - 4   |

### Finale
La finale si disputa al meglio delle tre gare: la prima si effettua in casa della squadra peggio classificata al termine della stagione regolare, la seconda e l'eventuale terza in casa della squadra meglio classificata. È dichiarata campione d’Italia la squadra che nelle due
partite di andata e ritorno avrà ottenuto il maggior numero di punti. In caso di parità di punti tra le due squadre al termine delle due gare, indipendentemente dalla differenza reti, si disputa una terza gara di spareggio. Al termine di questa, sarà dichiarata vincente la squadra che ottiene il maggior punteggio. In caso di parità al termine della eventuale terza gara si giocano due tempi supplementari di 5 minuti ciascuno e, qualora sia necessario, i tiri di rigore.

#### Gara 1
| Arbitri: | Maria Luisa Fecola (Forlì) Tullia Perottoni (Rovereto) |
| Crono:   | Angelo Pessolano (Potenza)                             |

|                      |           |                                                                          |
| Siclari 8'30’, 9'30’ | Marcatori | 8'30’ D'Ippolito 20'49’ Nicoletti 26'30’ Marangione 29'43’ (rig.) Blanco |

#### Gara 2
| Arbitri: | Francesca Muccardo (Roma 2) Manuela Di Fabbi (Sulmona) |
| Crono:   | Claudio Tanzilli (Ciampino)                            |

|                   |           |                            |
| Marangione 25'20’ | Marcatori | 14'07’ Presto 38'57’ Violi |

#### Gara 3
| Arbitri: | Giuseppe Parente (Como) Vincenzo Francese (Battipaglia) |
| Crono:   | Marco Masi (Brindisi)                                   |

|                  |           |                                  |
| Nicoletti 21'28’ | Marcatori | 14'42’ Mezzatesta 37'59’ Siclari |

## Play-out
Gli incontri sono disputati con gare di andata e ritorno, quest'ultimo effettuato in casa della decima classificata. Al termine degli incontri è dichiarata vincente la squadra che nelle due partite ottiene il maggior punteggio ovvero a parità di punteggio la squadra che
avrà realizzato il maggior numero di reti. Qualora al termine della seconda gara le due squadre risultino in una condizione di complessiva parità, indipendentemente dalle reti segnate in casa o in trasferta, si giocano due tempi supplementari di cinque minuti ciascuno. Qualora anche al termine di questi permanesse la parità, è considerata vincente la decima classificata. Le gare di andata si sono disputate il 22 aprile, quelle di ritorno il 29 aprile e il 6 maggio 2012 a campi invertiti.
| Squadra 1 | Totale | Squadra 2 | Andata | Ritorno |
| --------- | ------ | --------- | ------ | ------- |
| Aragonese | 1 - 19 | Sinnai    | 1 - 7  | 0 - 12  |
| Ganzirri  | 7 - 9  | Pescara   | 4 - 2  | 3 - 7   |

## Coppa Italia
La fase finale della Coppa Italia femminile si è svolta presso il PalaFiera di Pesaro dal 2 al 4 marzo 2012, in contemporanea con la disputa degli incontri del trofeo maschile riservato alle formazioni di Serie A2.
|  | Quarti di finale | Quarti di finale     | Quarti di finale |                |       | Semifinali | Semifinali | Semifinali |  |  | Finale | Finale | Finale |  |
|  |                  |                      |                  |                |       |            |            |            |  |  |        |        |        |  |
|  | 1A               | Preci                | 3 (8)            |                |       |            |            |            |  |  |        |        |        |  |
|  | 1A               | Preci                | 3 (8)            |                |       |            |            |            |  |  |        |        |        |  |
|  | 4B               | Pro Reggina          | 3 (7)            |                |       |            |            |            |  |  |        |        |        |  |
|  | 4B               | Pro Reggina          | 3 (7)            |                | Preci | Preci      | 2          |            |  |  |        |        |        |  |
|  |                  |                      |                  |                | Preci | Preci      | 2          |            |  |  |        |        |        |  |
|  |                  |                      | Real Statte      | Real Statte    | 0     |            |            |            |  |  |        |        |        |  |
|  | 2B               | Real Statte          | Real Statte      | Real Statte    | 0     | 1          |            |            |  |  |        |        |        |  |
|  | 2B               | Real Statte          |                  |                |       |            |            |            |  |  |        |        |        |  |
|  | 3A               | Montesilvano         | 0                |                |       |            |            |            |  |  |        |        |        |  |
|  | 3A               | Montesilvano         | 0                |                | Preci | Preci      | 2          |            |  |  |        |        |        |  |
|  |                  |                      |                  |                |       |            |            |            |  |  |        |        |        |  |
|  |                  |                      | Kick Off (dts)   | Kick Off (dts) | 3     |            |            |            |  |  |        |        |        |  |
|  | 1B               | Virtus Roma Ciampino | Kick Off (dts)   | Kick Off (dts) | 3     | 2          |            |            |  |  |        |        |        |  |
|  | 1B               | Virtus Roma Ciampino |                  |                |       |            |            |            |  |  |        |        |        |  |
|  | 4A               | Lupe                 | 3                |                |       |            |            |            |  |  |        |        |        |  |
|  | 4A               | Lupe                 | 3                |                | Lupe  | Lupe       | 1          |            |  |  |        |        |        |  |
|  |                  |                      |                  |                | Lupe  | Lupe       | 1          |            |  |  |        |        |        |  |
|  |                  |                      | Kick Off         | Kick Off       | 4     |            |            |            |  |  |        |        |        |  |
|  | 2A               | Kick Off             | Kick Off         | Kick Off       | 4     | 2 (5)      |            |            |  |  |        |        |        |  |
|  | 2A               | Kick Off             |                  |                |       |            |            |            |  |  |        |        |        |  |
|  | 3B               | Lazio Femminile      | 2 (3)            |                |       |            |            |            |  |  |        |        |        |  |

## Supercoppa italiana
La 7ª edizione della Supercoppa italiana ha opposto le campionesse d'Italia del Montesilvano e le detentrici della Coppa Italia del Real Statte.
| Arbitri: | Maria Luisa Fecola (Forlì) Catia Ciocca (Campobasso) |
| Crono:   | Manuela Di Fabbi (Sulmona)                           |

|                                                              |           |               |
| D'Incecco 5'20’, 31'54’ Pomposelli 21'40'’ Mannavola 25'20'’ | Marcatori | 7'23'’ Bianco |